# 木下勇 (都市計画家)
木下 勇（きのした いさみ、1954年11月 -　）は、日本の都市計画家。千葉大学名誉教授、大妻女子大学社会情報学部教授。工学博士。専門は、住民参画のまちづくり、都市計画、農村計画。所属学会は、日本造園学会、日本都市計画学会、こども環境学会など。

## 人物
静岡県生まれ。東京工業大学建築学科卒業。1979年から翌年にかけてスイス連邦工科大学（ETH）に留学。1984年に東京工業大学大学院総合理工学研究科社会開発工学専攻修了（工学博士）。社団法人農村生活総合研究センター研究員を経て、1992年より千葉大学園芸学部に勤務。2020年4月、同大学名誉教授となり、大妻女子大学社会情報学部社会情報学科に勤務。 

## 研究・活動
若い時「三世代遊び場マップ」等の活動を仲間と始め、現在は子ども・住民参画のまちづくり、都市計画、持続可能な都市再開発地域マネジメント、地方創成の関連で活動中。
- 住民参加・子ども参画のまちづくりに関する研究
- オープンスペースの観点からの都市再開発に関する研究
- 都市計画および土地利用計画制度等の空間管理の制度と方法に関する研究
- NPO、市民参画による環境形成・管理の主体形成の理論と方法に関する研究
- 環境教育・まち学習など次世代への持続可能な環境管理の理論と方法
- エネルギー生産等持続可能なむらづくり
- パブリックオープンスペースの活性化、プレイスメイキングに関する研究
- 安全なまちづくり（防犯、防災）に関する研究

## 略歴
- 1954年 静岡県生まれ
- 1978年 東京工業大学工学部建築学科卒業
- 1979年 スイス連邦工科大学留学（1980年まで）
- 1984年 東京工業大学大学院博士課程修了
- 1984年 農村生活総合研究センター研究員
- 1992年 千葉大学園芸学部助手
- 1995年 千葉大学園芸学部助教授
- 2005年 千葉大学園芸学部教授
- 2020年 千葉大学名誉教授
- 2020年 大妻女子大社会情報学部教授

## 社会活動・役職歴
- ユニセフCFC「子どもにやさしいまち」国際諮問委員会委員
- 日本学術会議連携会員
- こども環境学会理事
- （財）住宅総合研究財団　運営委員
- 市川市景観審議会委員（委員長）
- 下田市都市計画懇話会委員
- 奈良市子ども条例検討委員会（副委員長）
- 国土交通省　都市公園における遊具の安全管理に関する検討調査　検討・調査委員会委員
- UNESCO　Growing Up In Cities Japanコーディネート
- 千葉県北総里山会議座長
- 横浜市市民まち普請事業部会委員
- 港区児童遊園等のあり方検討委員会委員長
- 印西市市民活動推進検討委員会委員長
- 葛飾区都市マスタープラン策定委員会副委員長
- 葛飾区環境基本計画策定委員会委員
- 松戸市景観基本計画策定委員会委員長
- 世田谷まちづくりセンター運営委員
- 国土交通省地域づくりインターン事業運営委員
- 旧国土庁および国土交通省　地域アドバイザー　　等　多数。

## 著書
- 『ワークショップ～住民主体のまちづくりへの方法論』（単著、学芸出版）
- 『三世代遊び場図鑑―街が僕らの遊び場だ! 』（共著　風土社）
- 『遊びと街のエコロジー』（単著、丸善）
- 『まちワーク』（共編著、風土社）
- 『子ども・若者の参画』（共著、萌文社）
- 『都市計画の理論』（共著、学芸出版）
- 『海辺の環境学』（共著、東大出版会）
- 『こどもたちが学校をつくる』（翻訳、鹿島出版会）など。
- 『アイデンティティと持続可能性―「縮小」時代の都市再開発の方向』（共著、萌文社）